# موموکا کینوشیتا
موموکا کینوشیتا (انگلیسی: Momoka Kinoshita؛ زادهٔ ۲ مارس ۲۰۰۳) بازیکن فوتبال اهل ژاپن است.
وی همچنین در تیم‌های ملی فوتبال Japan women's national under-16 football team، زیر ۱۷ سال زنان ژاپن، و زنان ژاپن بازی کرده‌است.